# Robert Joy
Pour les articles homonymes, voir joy.
Robert Joy est un acteur, producteur de cinéma et compositeur canadien né le 17 août 1951 à Montréal (Canada).
Il est connu à la télévision pour son rôle du médecin légiste Sid Hammerback  dans la série Les Experts : Manhattan.
Au cinéma, il a joué dans Atlantic City, Ragtime, Recherche Susan désespérément, Radio Days, Ombres et Brouillard, La Part des ténèbres, Waterworld, Harriet la petite espionne, Le Témoin du Mal, Résurrection, Sweet November, Land of the Dead, La colline a des yeux, Alien vs Predator : Requiem et Don't Look Up.
À la télévision, il a fait plusieurs apparitions dans les séries : Deux flics à Miami, Au-delà du réel : L'aventure continue, Alias, Malcolm, New York, police judiciaire, FBI : Portés disparus, Médium, Grey's Anatomy, Mentalist, The Good Wife et Blacklist.

## Filmographie

### Comme acteur
- 1980 : Atlantic City de Louis Malle : Dave Matthews
- 1981 : Otages à Téhéran (Escape from Iran: The Canadian Caper) (TV) : Mark Lijek
- 1981 : Ticket to Heaven : Patrick
- 1981 : Threshold : David Art
- 1981 : Ragtime de Miloš Forman : Henry "Harry" Kendall Thaw
- 1983 : Amityville 3 (Amityville 3-D) : Elliot West
- 1985 : Recherche Susan désespérément (Desperately Seeking Susan) : Jim
- 1985 : Mort par ordinateur (Terminal Choice) : Dr. Harvey Rimmer
- 1985 : Joshua Then and Now : Colin Fraser
- 1986 : Sword of Gideon (TV) : Hans
- 1986 : The Adventure of Faustus Bidgood : Eddie Peddle
- 1986 : Miracle at Moreaux (TV) : Major Braun
- 1987 : The Prodigious Hickey (TV) : Tapping
- 1987 : Radio Days : Fred
- 1987 : Big Shots : Dickie
- 1988 : The Suicide Club : Michael Collins
- 1988 : Codco (série TV) : Regular
- 1989 : Morte mais pas trop : Paul
- 1989 : Millenium (Millennium) : Sherman the Robot
- 1990 : Un compagnon de longue date (Longtime Companion) : Ron
- 1990 : Judgment (TV) : Mr. Hummel
- 1991 : The First Circle (TV)
- 1991 : Grand Larceny (TV)
- 1991 : Hyde in Hollywood (TV) : Julian Hyde
- 1992 : Ombres et Brouillard (Shadows and Fog) de Woody Allen : Spiro's Assistant
- 1993 : Dieppe (TV) : Hughes-Hallett
- 1993 : Les Parents que j'ai choisis (Gregory K) (TV) : Ralph Kingsley
- 1993 : La Part des ténèbres (The Dark Half) : Fred Clawson
- 1993 : Meurtre que je n'ai pas commis (Woman on the Run: The Lawrencia Bembenek Story) (TV) : Sheldon Zenner
- 1993 : Tracey Takes on New York (TV) : Disgruntled Ex-Employee
- 1994 : Henry & Verlin : Ferris
- 1994 : Le Justicier : L'Ultime Combat (Death Wish V: The Face of Death) : Freddie 'Flakes'
- 1994 : La Petite Star (I'll Do Anything) : U.S. Marshal
- 1995 : Pharaoh's Army : Chicago
- 1995 : Waterworld de Kevin Reynolds : Ledger guy
- 1995 : A Modern Affair (en) de Vern Oakley (en) : Ernest Pohlsab
- 1996 : Harriet la petite espionne (Harriet the Spy) : Mr. Welsch
- 1996 : Dangerous Offender: The Marlene Moore Story (TV) : Dr. Steve Gibson
- 1996 : The High Life (série TV) : Emmett Wheeler
- 1998 : Moonlight Becomes You (TV)
- 1998 : Le Témoin du Mal (Fallen) de Gregory Hoblit : Charles Olom
- 1998 : Au-delà du réel : L'aventure continue (TV) : Dr. Greg Olander
- 1999 : Advice from a Caterpillar : Cafe Man
- 1999 : The Divine Ryans : Donald Ryan
- 1999 : Seasons of Love (TV) : Jim Brewster
- 1999 : Résurrection (Résurrection) : Gerald Demus
- 2000 : The Bookfair Murders (TV) : Peter Schmidt
- 2000 : The '70s (TV) : Hal Shales
- 2000 : Tricheurs! (Cheaters) (TV) : Larry Minkoff
- 2000 : Bonhoeffer: Agent of Grace : Manfred Roeder
- 2000 : Nuremberg (TV) : Anton Pachelogg
- 2001 : Perfume : Andrew
- 2001 : Haven (TV) : Lawrence Dickson
- 2001 : Sweet November : Raeford Dunne
- 2001 : 61* (TV) : Bob Fitschel
- 2001 : Une famille meurtrie (Just Ask My Children) : (TV) : Sam Bennis
- 2001 : Terre neuve (The Shipping News) : EMS Officer
- 2001 : Super papa (Joe Somebody) : Pat Chilcutt
- 2002 : Between Strangers : Ralph
- 2002 : MDs (série TV) : Frank Coones
- 2003 : Fargo (TV)
- 2003 : Killer Instinct: From the Files of Agent Candice DeLong (TV) : Dr. Rene Sutter
- 2004 : The Lazarus Child : Senator Willis
- 2004 : Helter skelter (2004) (TV) : Detective Morrisy
- 2004 : Sex Traffic (TV) : Major James Brooke
- 2005 : Pretty Persuasion : Larry Horowitz
- 2005 : Land of the Dead - Le territoire des morts (Land of the Dead) : Charlie
- 2005 : Whole New Thing (en) : Rog
- 2005 : Médium (série télévisée) S01E15 : Dr. Kenneth Holloway
- 2005 : DOS : Division des opérations spéciales (série TV) : Mark Boskovich
- 2005 - 2013 : Les Experts : Manhattan (série TV) : Dr. Sid Hammerback
- 2006  : Commander in Chief (série TV) : Frank Devane
- 2006 : La colline a des yeux (The Hills Have Eyes) : Lizard
- 2007 : Alien vs Predator : Requiem : Colonel Stevens
- 2008 : Super Héros Movie (Superhero Movie) : Dr. Hawking
- 2014 : The Mentalist (TV) : Alexander Lark
- 2014 : The Good Wife (TV) : Wendell Keller
- 2025 : The Institute
- 2019 : Le Chardonneret (The Goldfinch)  de John Crowley : Welton "Welty" Blackwell
- 2021 : Don't Look Up : Déni cosmique (Don't Look Up) d'Adam McKay : Congressman Tenant

### Comme producteur
- 1986 : The Adventure of Faustus Bidgood

### Comme compositeur
- 1986 : The Adventure of Faustus Bidgood